# Protoribates seminudus
Protoribates seminudus är en kvalsterart som först beskrevs av Hammer 1971.  Protoribates seminudus ingår i släktet Protoribates och familjen Protoribatidae. Inga underarter finns listade i Catalogue of Life.